# Oreocerura dissodectes
Oreocerura dissodectes är en fjärilsart som beskrevs av Sergius G. Kiriakoff 1958. Oreocerura dissodectes ingår i släktet Oreocerura och familjen tandspinnare. Inga underarter finns listade i Catalogue of Life.